# Bruno della Chiesa
Bruno della Chiesa, né le 7 juillet 1962, est un linguiste d’origine italo-franco-allemande enseignant à l'université Harvard qui se définit lui-même comme « cosmopolite militant ». Il est considéré comme l'un des principaux fondateurs de la neuroscience éducative,,, connu pour avoir forgé les termes « neuromythe » (2002) et « neuro-pirates » (2013), ainsi que pour ses hypothèses dites du « vortex motivationnel » (2007) et des « tesseracts dans le cerveau » (« tesseracts in the brain ») (2008). Il a par ailleurs fondé le festival international de science-fiction Utopiales.   

## Formation
Dans les années 1980, après un premier cycle d'études en linguistique, littérature et philosophie germaniques à Nancy (France) et Bonn (Allemagne), Bruno della Chiesa effectue ses second et troisième cycles en didactique des langues avec Robert Galisson à l'Université Sorbonne Nouvelle - Paris 3, touchant à la sociolinguistique et se concentrant avec Louis Porcher sur l'anthropologie culturelle et la sociologie de l’éducation. Profondément marqué par les travaux  de Pierre Bourdieu, Tzvetan Todorov et Noam Chomsky, avec qui il se lie par la suite, il développe un intérêt toujours plus marqué pour la philosophie du langage, citant volontiers Bertrand Russell et Ludwig Wittgenstein parmi ses principales influences.

## Vie professionnelle

### Entre « diplomatie culturelle », enseignement et recherche
Entre 1985 et 1999, Bruno della Chiesa travaille sur plusieurs continents pour le compte du Ministère français des Affaires étrangères. En Égypte (1985-1987), il enseigne la littérature française et la philosophie au Caire; au Mexique (1987-1990), il crée en tant que coordinateur du département de français de l’Université de Guadalajara des programmes de formation initiale et continue à l’usage des enseignants de français des sept universités de l’Ouest du pays; en Autriche (1990-1994), il dirige l’Institut français de Graz; fin 1994, il revient en France, à l’invitation de René Monory, alors président du Sénat, pour assurer la direction des relations internationales du département de la Vienne.

### OCDE
Début 1999, il a rejoint en tant qu'analyste principal (chef de projets) le Centre pour la Recherche et l’Innovation dans l’Enseignement (CERI) de l’OCDE. Son projet Sciences de l'apprentissage et recherche sur le cerveau, lancé sous l’impulsion de Jarl Bengtsson, réunit entre 1999 et 2008 plus de 300 experts en provenance de 26 pays et inspire d'abord en Amérique du Nord et en Asie, puis en Europe et finalement dans le monde entier, des initiatives de natures diverses qui déclinent aujourd’hui, de façon transdisciplinaire, la « neuroscience éducative ». C'est dans ce cadre qu'il a commencé en 2004 à travailler avec Kurt Fischer et Howard Gardner à Harvard. De 2007 à 2012, sans abandonner les neurosciences, il a développé - entre Cambridge (Massachusetts, États-Unis), Ulm (Allemagne) et Paris (France) - un projet controversé sur les langues et les cultures dans la globalisation. De multiples et importantes divergences de vues philosophiques, concernant tant les objectifs et orientations des travaux que les politiques et structures internes, ont abouti en 2012 à son départ de l'organisation. 

### Harvard
Invité en 2007 à la Harvard University Graduate School of Education, Bruno della Chiesa y donne depuis 2008, dans le cadre notamment des programmes International Education Policy et Mind, Brain and Education, un cours annuel intitulé « Learning in a Globalizing World: Language Acquisition, Cultural Awareness, and Cognitive Justice » (« Apprendre dans un monde en voie de globalisation: acquisitions langagières, conscience culturelle, et justice cognitive ») ainsi que différents séminaires tout au long de l'année. Intéressé par la neuroéthique (d'abord au sens de « développement des jugements et décisions éthiques dans le cerveau »), il est depuis 2009 éditeur de la section Addressing Educational Neuroscience and Ethics: Implications for Societies ("AENEIS") du journal Mind, Brain and Education, ainsi que membre de la International Mind, Brain, and Education Society (IMBES). 
À partir de 2012, alarmé par la multiplication dans les secteurs de l’enseignement de diverses formes d’utilisations contestables, voire frauduleuses, des neurosciences, il pourfend régulièrement les menées douteuses de ceux qu’il nomme suivant le cas « neuro-charlatans », « neuro-zélotes », « neuro-pirates », ou encore « neuro-trafiquants ».
Le centre de gravité de ses travaux se déplaçant cependant de plus en plus vers les défis et les opportunités que pose aux systèmes éducatifs et aux sociétés qui les génèrent le phénomène de la globalisation (cf. sa théorie transdisciplinaire dite des « tesseracts dans le cerveau », présentée pour la première fois en 2008 et sans cesse développée depuis lors), il est Director for Global Education de l'initiative « Research Schools International », digirée par des professeurs de Harvard. Dans le cadre de ce système de projets né à Harvard (réseau qui a pris une dimension mondiale au cours des dernières années), il œuvre aujourd'hui sur tous les continents, en concentrant toutefois la majeure partie de ses efforts sur le cas très particulier, et à certains égards exemplaire, de Singapour. Dans les différentes dimensions de sa recherche, il a donné au cours des quinze dernières années, en quatre langues, plus de cent conférences dans une quarantaine de pays.

## Science-fiction
Bruno della Chiesa est passionné par la littérature de science-fiction depuis son enfance, et demeure un lecteur régulier de fictions à teneur philosophique (Philip K. Dick, Ursula K. LeGuin, Christopher Priest...). Au début des années 1990, il enseigne la littérature de science-fiction européenne à l'Université de Graz (Autriche). Fin 1995, il commence à travailler sur le festival international de science-fiction qui deviendra trois ans plus tard « Utopia », au Futuroscope (relocalisé à Nantes en 2000 et renommé « Utopiales » en 2001, édition au cours de laquelle Bruno della Chiesa transmet la direction artistique de la manifestation à Patrick Gyger). En lien avec cet événement annuel, il a publié de 2000 à 2006 sous le titre « Utopiæ » sept anthologies regroupant des nouvelles de 70 auteurs de science-fiction en provenance de 40 pays et écrivant en 20 langues différentes. Il est enfin l’auteur d’une cinquantaine de critiques littéraires dans la revue Galaxies, dont la plupart sont aujourd'hui disponibles en ligne sur le site nooSFere.